# Stony Plain
Stony Plain est une ville (town) du Comté de Parkland, située dans la province canadienne d'Alberta.

## Démographie
En tant que localité désignée dans le recensement de 2011, Stony Plain a une population de 15 051 habitants dans 5820 de ses 6204 logements, soit une variation de 21.7% avec la population de 2006. Avec une superficie de 35,607 0 km2, la ville possède une densité de population de 422,697 8 hab/km2 en 2011.
Concernant le recensement de 2006, Stony Plain abritait 5 106 habitants dans 1963 de ses 2011 logements. Avec une superficie de 6,862 4 km2, la ville possédait une densité de population de 744,1 hab/km2 en 2006.
| 2001  | 2006   | 2011   | 2016   |
| ----- | ------ | ------ | ------ |
| 9 624 | 12 363 | 15 051 | 17 189 |

## Galerie

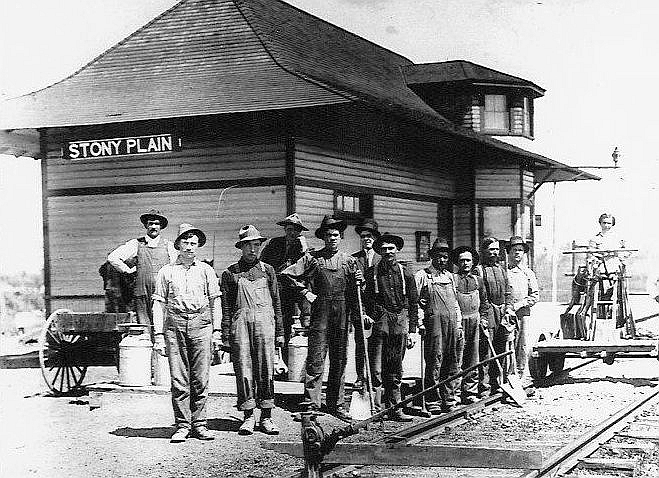
Gare, 1910.
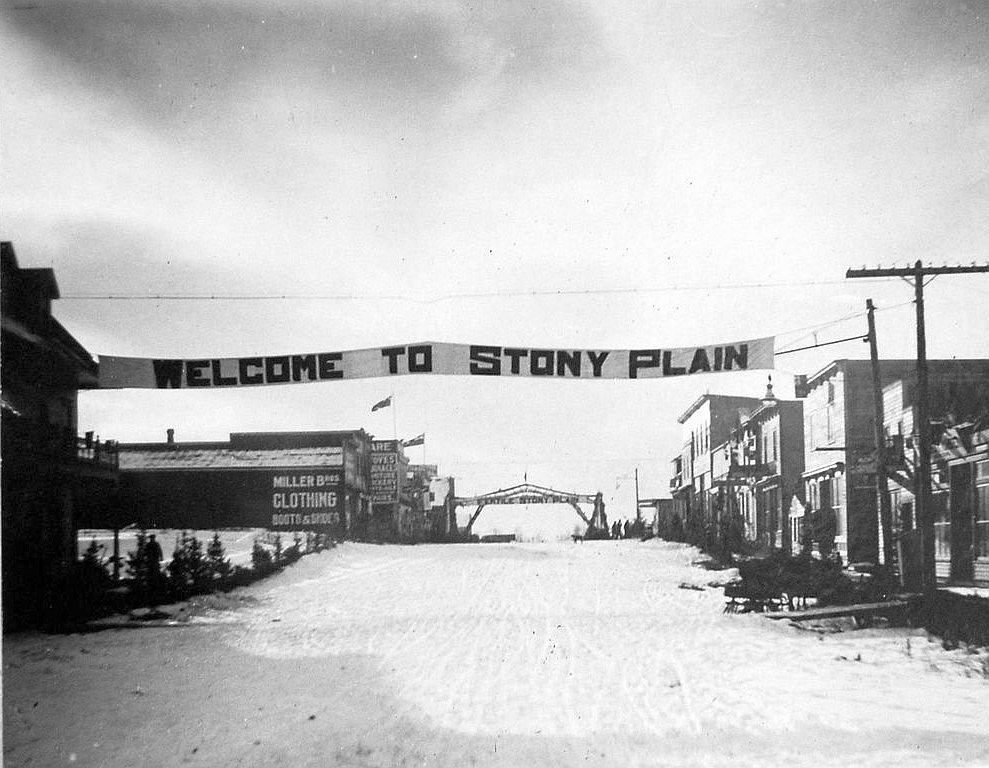
Vers 1912.
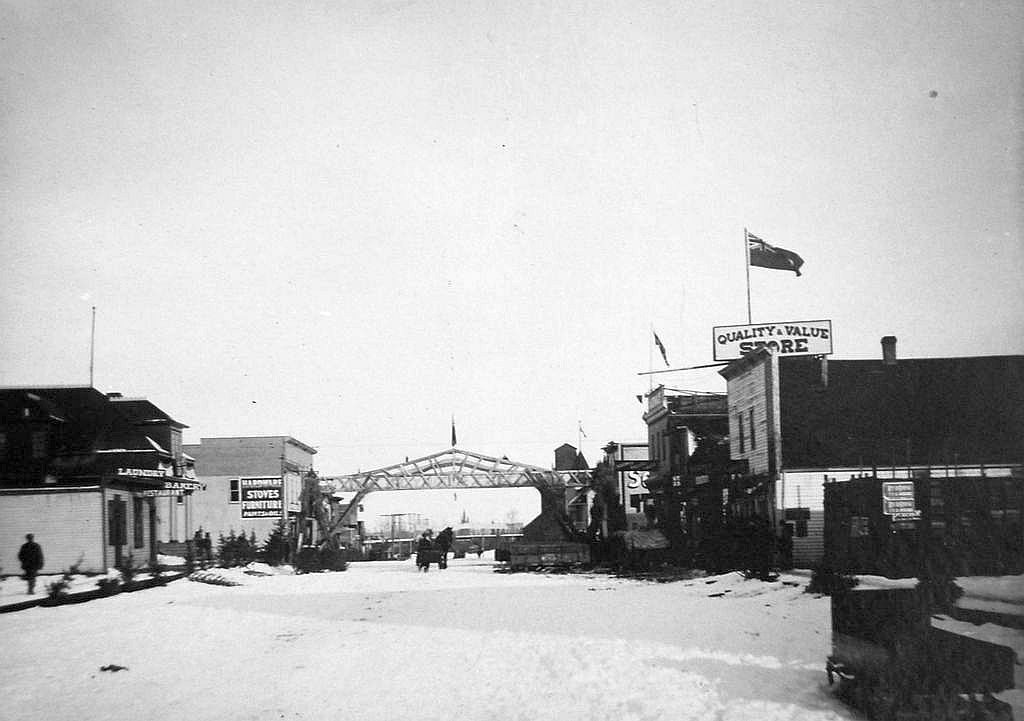
Vers 1912.
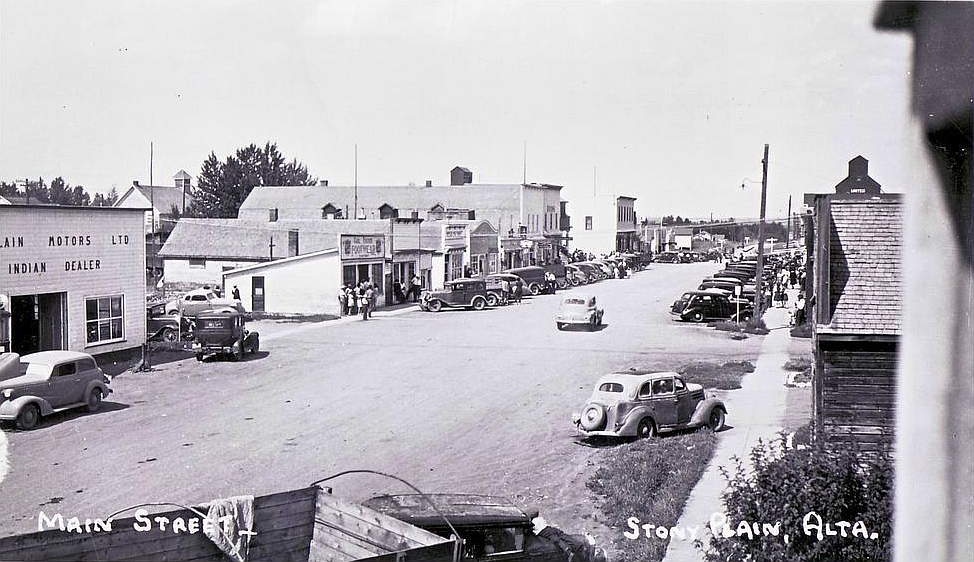
Vers 1935.